# Jaén (Hiszpania)
Jaén – miasto w południowej Hiszpanii, (ok. 90 km od Kordowy i Grenady), w regionie Andaluzja, stolica prowincji Jaén. W 2022 roku miejscowość liczyła 111 669 mieszkańców.
Miasto położone na przedgórzu Gór Betyckich, w rejonie źródeł rzeki Gwadalkiwir, w pobliżu największego parku narodowego Hiszpanii: Sierra de Segura i Sierra de Cazorla.
Ośrodek handlowy i rolniczy (gaje oliwne). W mieście rozwinął się przemysł chemiczny, spożywczy, cementowy oraz meblarski.
W pobliżu Jaén wydobycie rud ołowiu, cynku i żelaza.

## Historia
- Osada założona w pobliżu kopalń srebra w (?) w.
- Pod władzą Kartaginy jako Auguria.
- Za czasów rzymskich jako miasto Flavia.
- Od 711 w rękach Maurów.
- Po rozpadzie kalifatu kordobańskiego w 1031 stolica jednego z państewek taifa.
- Podczas rekonkwisty Jaén wielokrotnie było miejscem walk, ze względu na strategiczne położenie przełęczy na drodze z Kastylii do Andaluzji.
- Od 1246 pod panowaniem chrześcijan, ważna twierdza graniczna.
- 22 VII 1808 w pobliskim Bailén zostały rozgromione wojska francuskie generała P. Duponta (ok. 20 tys. żołnierzy) okrążonego przez siły hiszpańskie. Bitwa ta miała ogromne znaczenie psychologiczne jako pierwsza znaczna klęska wojsk Napoleona w Hiszpanii.

## Zabytki

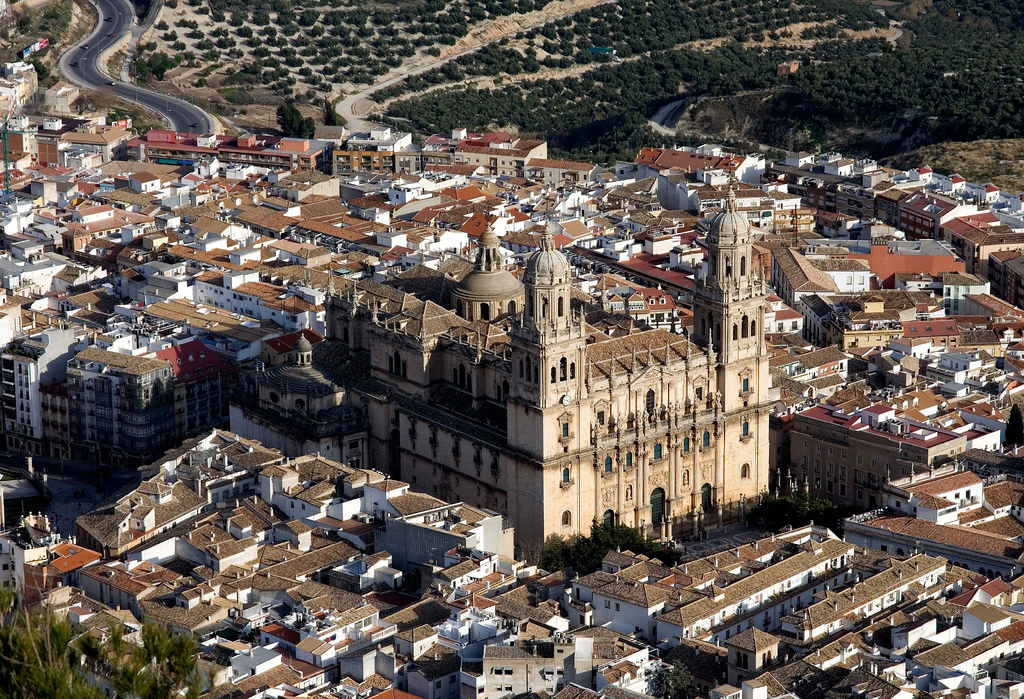
Katedra w Jaén

- Zamek, Castillo de Santa Catalina, po 1246, na ruinach arabskiej twierdzy chrześcijanie wznieśli nową.
- Katedra zaprojektowana w XVI wieku przez Andrésa de Vandelvira[3], jeden z najpiękniejszych renesansowo-barokowych kościołów Andaluzji. Fasada katedry ozdobiona jest rzeźbami Pedro Roldána[4] przedstawiających Ewangelistów i Ojców Kościoła oraz zdobywcy Jaén Ferdynanda III, którego wzrok skierowany jest w kierunku byłej twierdzy Maurów – Castillo de Santa Catalina. W prezbiterium znajdują się pięknie rzeźbione stalle (ok. 1520 rok). W Capilla Mayor przechowywana jest najcenniejsza relikwia katedry, chusta św. Weroniki[5] z odbiciem twarzy Chrystusa.
- Capilla de San Andrés[3], zbudowana w XVI wieku na zlecenie Gutiérreza Gonzalesa, skarbnika papieża Leona X w stylu mudejar. Wewnątrz bogato zdobiona złotem żelazna krata wykonana przez Maestro Bartoloméo de Jaén.
- Kościół gotycki San Juan.
- Ratusz z XVII wieku;
- Baños Arabes – resztki XI-wiecznej[3] łaźni arabskiej znajdującej się pod Palacio de Villadompardo z XVI wieku.
- Muzeum regionalne ze znaleziskami świadczącymi o wpływach sztuki greckiej na kulturę iberyjską w V w. p.n.e. oraz kamiennymi sarkofagami z czasów rzymskich.

## Klimat
| Miesiąc | Sty  | Lut  | Mar  | Kwi  | Maj  | Cze  | Lip  | Sie  | Wrz  | Paź  | Lis  | Gru  | Roczna |
| --- | ---- | ---- | ---- | ---- | ---- | ---- | ---- | ---- | ---- | ---- | ---- | ---- | ------ |
| Średnie temperatury w dzień [°C]                                                                                   | 12.1 | 14.0 | 17.4 | 19.0 | 23.2 | 29.4 | 33.7 | 32.9 | 27.7 | 21.9 | 15.7 | 12.8 | 21,6   |
| Średnie dobowe temperatury [°C]                                                                                    | 8.6  | 10.3 | 13.1 | 14.5 | 18.2 | 23.7 | 27.6 | 26.9 | 22.8 | 17.9 | 12.3 | 9.5  | 17,1   |
| Średnie temperatury w nocy [°C]                                                                                    | 5.1  | 6.6  | 8.9  | 10.0 | 13.3 | 18.1 | 21.4 | 21.0 | 17.8 | 13.8 | 8.9  | 6.3  | 12,6   |
| Opady [mm] | 55   | 50   | 44   | 54   | 43   | 18   | 2    | 9    | 26   | 55   | 62   | 75   | 493    |
| Średnia liczba dni z opadami                                                                                       | 6.4  | 6.2  | 5.0  | 7.0  | 5.6  | 2.0  | 0.3  | 0.7  | 2.6  | 5.9  | 6.9  | 7.6  | 56,2   |
| Źródło: Agencia Estatal de Meteorología (liczba dni z opadami dla wartości 1 mm, wysokość 580 m n.p.m., 1983-2010) |      |      |      |      |      |      |      |      |      |      |      |      |        |

## Transport
W mieście znajduje się stacja kolejowa Jaén oraz budowana jest linia tramwajowa.

## Sport
W mieście działa klub piłki nożnej, Real Jaén, grający w hiszpańskiej lidze Segunda División, będącej drugim poziomem ligowych rozgrywek piłkarskich w Hiszpanii.